# Liste der Monuments historiques in Haegen
Die Liste der Monuments historiques in Haegen führt die Monuments historiques in der französischen Gemeinde Haegen auf.

## Liste der Bauwerke
| Bezeichnung                          | Beschreibung                                                                   | Standort                  | Kennzeichnung | Schutzstatus | Datum | Bild           |
| ------------------------------------ | ------------------------------------------------------------------------------ | ------------------------- | ------------- | ------------ | ----- | -------------- |
| Burg Klein-Geroldseck                | zwischen 1230 und 1270 erbaut, vermutlich Ende des 15. Jahrhunderts aufgegeben | westlich des Ortes (Lage) | PA00084723    | Classé       | 1898  | weitere Bilder |
| Burg Groß-Geroldseck                 | in der ersten Hälfte des 12. Jahrhunderts erbaut, 1471 zerstört                | westlich des Ortes (Lage) | PA00084722    | Classé       | 1898  | weitere Bilder |
| Gallo-römische Ruinen von Wasserwald | Ruinen einer keltischen Höhensiedlung mit Heiligtum, 2. und 3. Jahrhundert     | westlich des Ortes (Lage) | PA67000098    | Inscrit      | 2015  |                |